# Skolrivalitet
Skolrivalitet innebär mellan två eller flera skolor, ofta i belägna i samma ort eller med likartade program. Ofta polariseras rivaliteten mellan två skolor, och man ignorerar helt andra, likartade skolor.
Rivaliteten kan bland annat uttryckas i regelbundna tävlingar (kapprodd, amerikansk fotboll, rugby), nidvisor, vitsar eller upptåg.

## Exempel på skolrivalitet

### Sverige

#### Universitet
- Kungliga Tekniska Högskolan och Chalmers Tekniska Högskola
- Lunds universitet och Uppsala universitet

#### Gymnasieskolor
- Sigrid Rudebecks Gymnasium och Göteborgs Högre Samskola i Göteborg
- Sven Eriksongymnasiet och Bäckängsgymnasiet i Borås
- Lars Kaggskolan och Stagneliusskolan/Jenny Nyströmsskolan i Kalmar
- Spyken och Katedralskolan i Lund
- Teknikum och Katedralskolan (av teknisterna kallad Filialen) i Växjö
- Rudbecksskolan, Risbergska skolan och Karolinska skolan i Örebro

### Storbritannien
- Oxfords universitet och Universitetet i Cambridge

### USA
- Caltech och MIT
- Harvards universitet och Yaleuniversitetet

### Japan
- Tokyos universitet och Kyoto universitet

- Wasedauniversitetet och Keiouniversitetet
- Kansai universitet och Kwansei Gakuin universitet